# قشعريرة الجلد

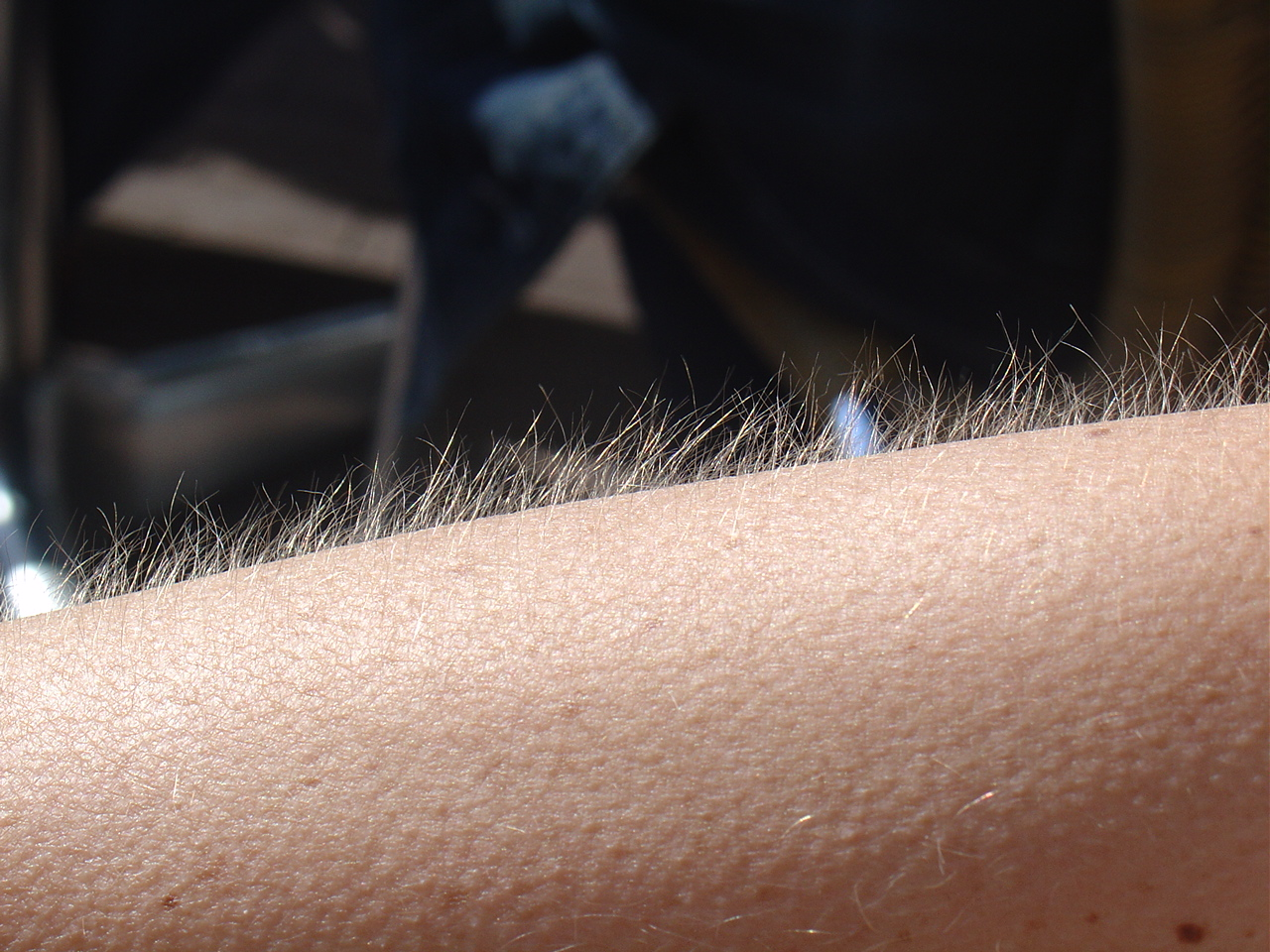
القشعريرة في ذراع مُشعر

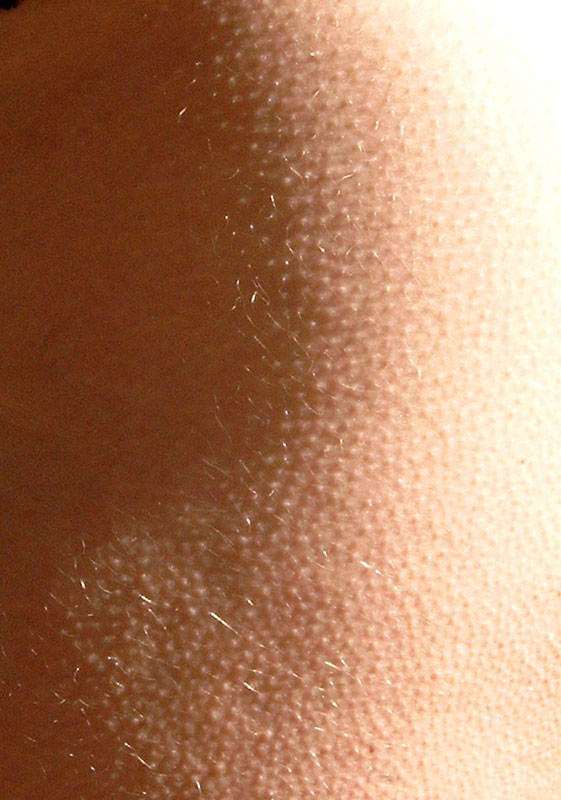
القشعريرة بجلد الإنسان

القُشَعْريرة أو انكماش الجلد أو قفوف الجلد أو اقشعرار الجلد أو الاقشعرار أو جلد الوز أو لحم الوز أو تحاديب الوز نتوء يظهر في جلد الإنسان، وينشأ لا إرادياً عندما يتعرض الإنسان لدرجات حرارة منخفضة أو يختبر مشاعر قوية مثل: الخوف أو الحنين أو السعادة أو الرعب أو الإعجاب أو أن يتعرض للإثارة الجنسية.
انعكاس تأثير القشعريرة يظهر واضحًا على الجسم عند وقوف الشعر أو انتصابه على الجلد.
القشعريرة تحدث لجميع الثدييات إلى جانب الإنسان، وكمثال واضح حيوان النيص يرفع أشواكه (الريشات) عندما يكون مهدداً، وأيضاً ثعلب الماء (القندس) يصاب بالقشعريرة عند مواجهة القرش أو أي من الحيوانات الأخرى المفترسة، وكذلك المخلوقات (الثدية) الأخرى تصاب بالقشعريرة لنفس الأسباب، فسبب وقوف أطراف شعر القط أو الكلب هي القشعريرة. وفي حالات البرودة يقوم الشعر المرتفع (المنتصب) بحصر الهواء بين الجلد والشعر مما يسمح بخلق عزلة ودفء. وكاستجابة لمؤثر الخوف تقوم القشعريرة بجعل جسم الحيوان يبدو أكبر أملًا في جعل العدو يبتعد.

## أصل التسمية بجلد الوزّة
هذه النتوءات حصلت على اسمها (جلد الوزّة) نسبةً إلى ريش الوز الذي ينمو داخل حويصلات في الجلد تمامًا مثل الإنسان. عندما يتم نزع ريشة من الوزة، جلدها يكوّن نتوءات، ومن هنا جاءت تسمية نتوءات القشعريرة بهذا الاسم. لا يُعرف بالتحديد لماذا تمّ اختيار الوز في هذه التسمية، لأن جميع الطيور تقريباً لديها نتوءات لريشها، بعض المؤلفين ألصقوا تسمية «جلد الوزة» كعرض من أعراض الأمراض الجنسية، لأن هناك قول مشهور في إنجلترا للأشخاص المصابين بمرض الزُهري -مرض جنسي- ويُقال عنهم «عضّتهم الوزّة!».
يُستعمل هذا اللفظ في الألمانية والإيطالية والروسية والأوكرانية والبولندية والتشيكية والدنماركية والهنجارية أيضاً. في بعض اللغات الأخرى، يستخدمون نوع آخر من الطيور للإشارة إلى نفس النتوءات مثلًا: في اللغة الأسبانية والبرتغالية والرومانية والفرنسية يستخدموا مصطلح «جلد الدجاجة»، في العربية تسمى «قشعريرة» وفي العبرية «جلد البط».

## البنية التشريحية والأحيائية
تنشأ القشعريرة عندما تتقلص العضلات الصغيرة في قاعدة كل بصيلة شعر، ما يُعرف علمياً باسم مُقِفَات الشعر (arrectores pilorum)، التي بدورها تقوم بالانكماش وسحب الشعيرة لتبدو منتصبة، وتعتبر القشعريرة من الحركات اللاإرادية التي يتحكم بها النظام العصبي الودي المسؤول عن العديد من ردات الفعل المتناقضة.
فمثلاً: عندما تشعر الحيوانات ذات الفرو أوالشعر بالبرد، تقوم الشعرة بحبس الهواء لتكوّن طبقات من العزل لجسم الحيوان. ليس هذا فحسب، فقد يكون الخوف أو الغضب أحد مسببات القشعريرة، فيقشعر البدن وينكمش ويستقيم الشعر ليبدو حجم الحيوان أكبر، وهذا من شأنه إخافة الأعداء. ويمكن ملاحظة ذلك في حالات الغضب لدى الشمبانزي، والتوتر والاضطراب لدى الفئران والجرذان والخوف لدى القطط. أما الإنسان، فقد تتعدى القشعريرة أحاسيس الخوف والغضب إلى سماع صوت احتكاك الأظافر على لوح السبورة، الاستماع إلى موسيقى ملهمة، الإحساس أو تذكر مشاعر قوية تجاه شيء ما مثل الفوز في فعالية رياضية. وقد يستطيع البعض السيطرة على أحاسيس القشعريرة لإظهارها في أي وقت.
تشمل التغيرات الجسمية أيضاً خلال الإحساس بالقشعريرة ارتفاع حرارة الجسم الناتجة عن توتر العضلات والجهد الذي تبذله للقيام بعملية الانكماش. وتعتبر منطقة الذراع من أكثر مناطق جسم الإنسان تعرضاً للقشعريرة تليها الأرجل ثم الرقبة ثم بقية مناطق الجسم التي يغطيها الشعر، وقد تظهر عند البعض في الوجه أو الرأس. أما في أنثى الإنسان، فإن هالة ثديي الأنثى (المنطقة حول حلمة الثدي) تتعرض لحالات الإقشعرار خصوصاً خلال الاستثارة أو خلال فترة الأمومة بسبب التوزيع الهرموني في جسمها.
وتعتبر القشعريرة وانكماش الشعر من الأعراض المألوفة في بعض الحالات المرضية: كحالات الصرع الصدغي وبعض الأورام الدماغية، وفرط الانعكاسات اللاإرادي. كما يمكن أن تحدث نتيجة انسحاب المواد المخدرة كالهيروين من الجسم. وهناك أيضاً حالة جلدية تسمى الاقتران الشعري (keratosis pilaris) تتطابق أعراضها مع الأعراض الجسمية المصاحبة للقشعريرة.

## أسباب القشعريرة

### درجات الحرارة القارسة
يمكن الشعور بالقشعريرة في درجات الحرارة المنخفضة. تحدث القشعريرة في الدرجات المنخفضة نظراً لأنها تؤدي إلى انقباض العضلات الصغيرة المرتبطة ببصيلة الشعر، هذا الانقباض يؤدي إلى (وقوف) الشعرة بالمعنى الحرفي. أيضاً يؤدي إلى ظهور انتفاخ خفيف حول الشعرة. هذه القشعريرة هي وسيلة الجسم للحفاظ على الحرارة عن طريق انتصاب الشعر على الجلد بالتالي تقليل فقدان الحرارة. القشعريرة عادة تكون مصاحبة للارتعاش أو الرجفة التي تحدث في نفس الوقت. قد تحدث القشعريرة لدى بعض الأشخاص عندما يشعرون بالحر أو عند الحرارة الشديدة أو المرتفعة. السبب الرئيسي لذلك هو التعرق نظراً لتبخر العرق بعد تجمعه على الجلد وعند تبخره يأخذ معه جزء من الحرارة ويؤدي إلى برودة الجسم وبالتالي يؤدي إلى استجابة الجسم لهذا التغير في درجة الحرارة فتظهر القشعريرة.

### المشاعر الجامحة
أغلب الناس عندما يكونوا في لحظات رعب أو استغراب يشعرون بالقشعريرة ويقولون «وقف شعري !»، ومن المواقف الأخرى التي تسبب القشعريرة هو حالة الجسد الفسيولوجية المختصة بالضغط والتوتّر وتسمى "Fight or flight" بمعنى «حارب أو اهرب» وهو مصطلح يُستخدم لوصف الحالة النفسية أيضاً في المواقف الخطرة. في هذه المواقف، الجسد يهيئ نفسه إما لمقاومة الموقف أو الهروب منه (مثلاً في مواجهة ثعبان) وفي هذه الأثناء، يقوم الجهاز العصبي بضخ كمية كبيرة من هرمون التوتّر «أدرينالين», الهرمون الذي يسرّع نبضات القلب وعمليات الأيض ويرفع درجة حرارة الجسم. أيضاً، الجهاز العصبي في المواقف الخطرة يُسبب بعض ردات الفعل التي تُسمى بـ "piloerection"، ردة الفعل هذه تسبب انقباض العضلات التي تتصل بها حويصلات الشعر، مما يجعل الشعر «يقف». في الأنثروبولوجي يُقال أن «توقف الشعر» كان وسيلة للإنسان القديم كي يظهر بمظهر أكبر ويُخيف الأعداء. كما تساعد القشعريرة في تدفئة الجسم. على الرغم أن الإنسان فقد الكثير من كمية الشعر وليس «مُشعراً» كالإنسان السابق إلا أن هذه الظاهرة لا زالت.

### الموسيقى
يقول باحثون كنديون أننا عندما نتحرك مع الموسيقى فإن عقولنا تتصرف كردة فعلنا تجاه الطعام الذيذ أو الأدوية النفسية أو المال. كما يضيف «كوري ألكسندر لان» وهو عالم اجتماع من منطقة الكاريبي «أن ردة فعلنا تجاه الموسيقى تقوم على الذاكرة الناجمة عن المشاعر التي تخلقها بعض الأغاني أما من ناحية الإنتاج الموسيقي فإن هذه الظاهرة قد استخدمت فعلاً للحكم على نوعية وأثر الأداء خصوصاً في إستديوهات التسجيل خلال عملية التدقيق في ما تم تسجيله فيقول المهندسين والمنتجين» أنت تعرف أن الأمر كان جيداً عندما تشعر بالقشعريرة«وهم في الواقع يشمرون عن سواعدهم للتأكد من هذا الأمر بصريا».
وتكون تجربة السعادة بسبب عوامل كيميائية (chemical dopamine) تؤدي إلى الآثار الفيزيائية المعروفة بالقشعريرة والتي تتسبب في تغيرات في موصلية الجلد الكهربائية، ومعدل ضربات القلب، والتنفس، ودرجة الحرارة، كما تكون درجة هذه التغيرات متطابقة مع تقييم الناس «للسعادة» التي تسببها هذه الموسيقى. وأظهرت دراسة حديثة أن إطلاق الدوبامين ((dopamine يكون في أوجه عندما يكون لدى المستمعين استجابة عاطفية قوية تجاه الموسيقى التي يستمعون إليها. فقد كتب العلماء«إذا أدّت الموسيقى الناجمة عن حالات عاطفية إلى إطلاق الدوبامين، كما تشير النتائج التي توصلنا إليها، فإن هذا قد يشرح لنا لماذا تعتبر التجربة الموسيقية ذات قيمة».